# Blender Foundation

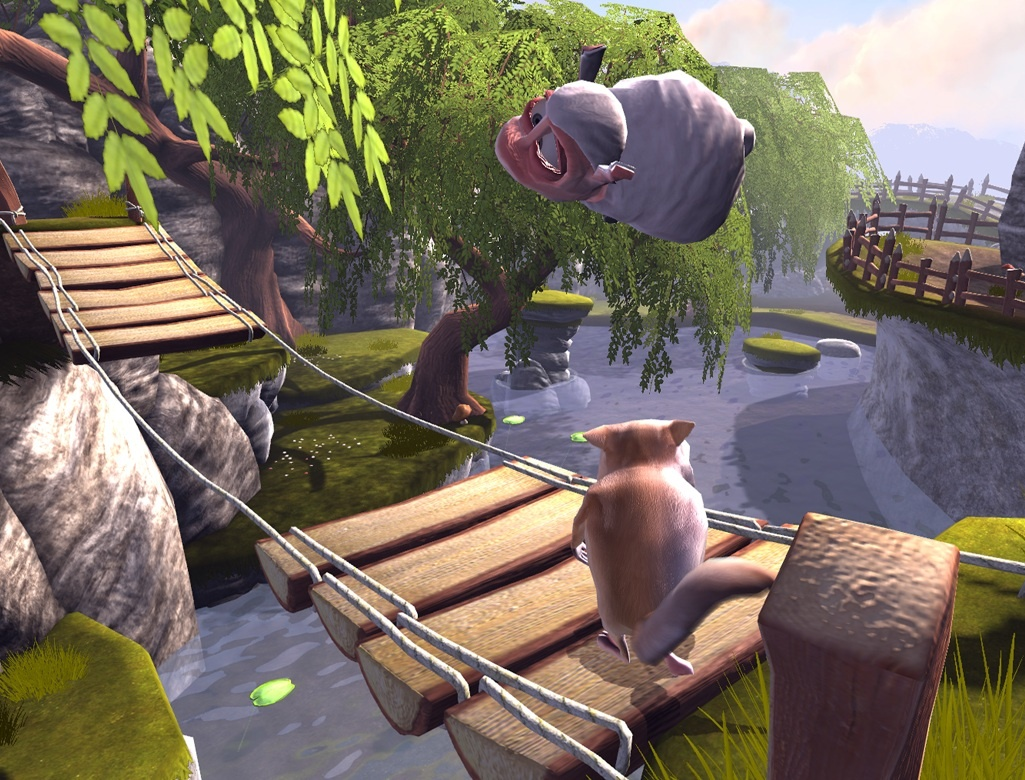
Yo Frankie! (2008)

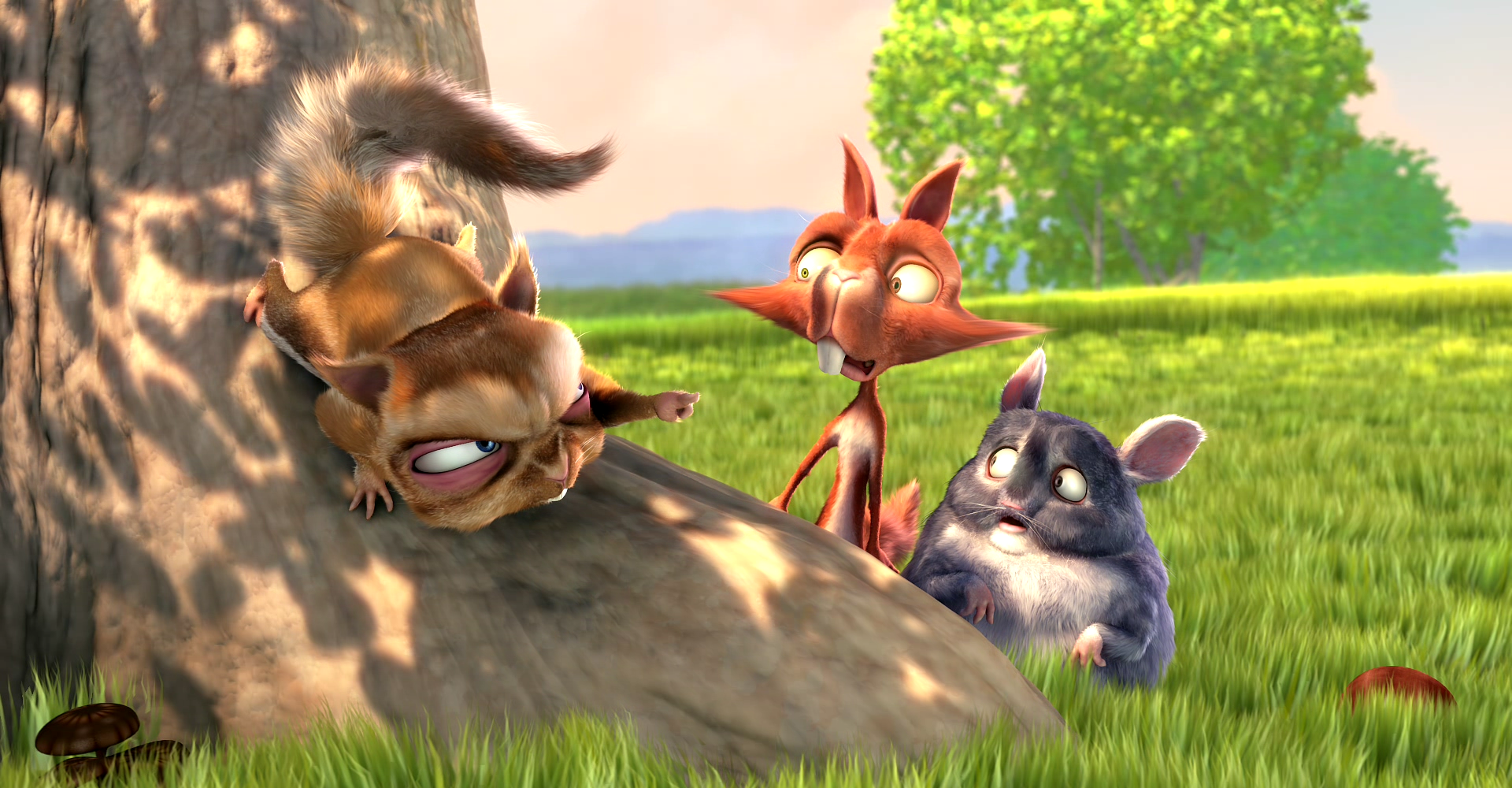
Big Buck Bunny (2008)

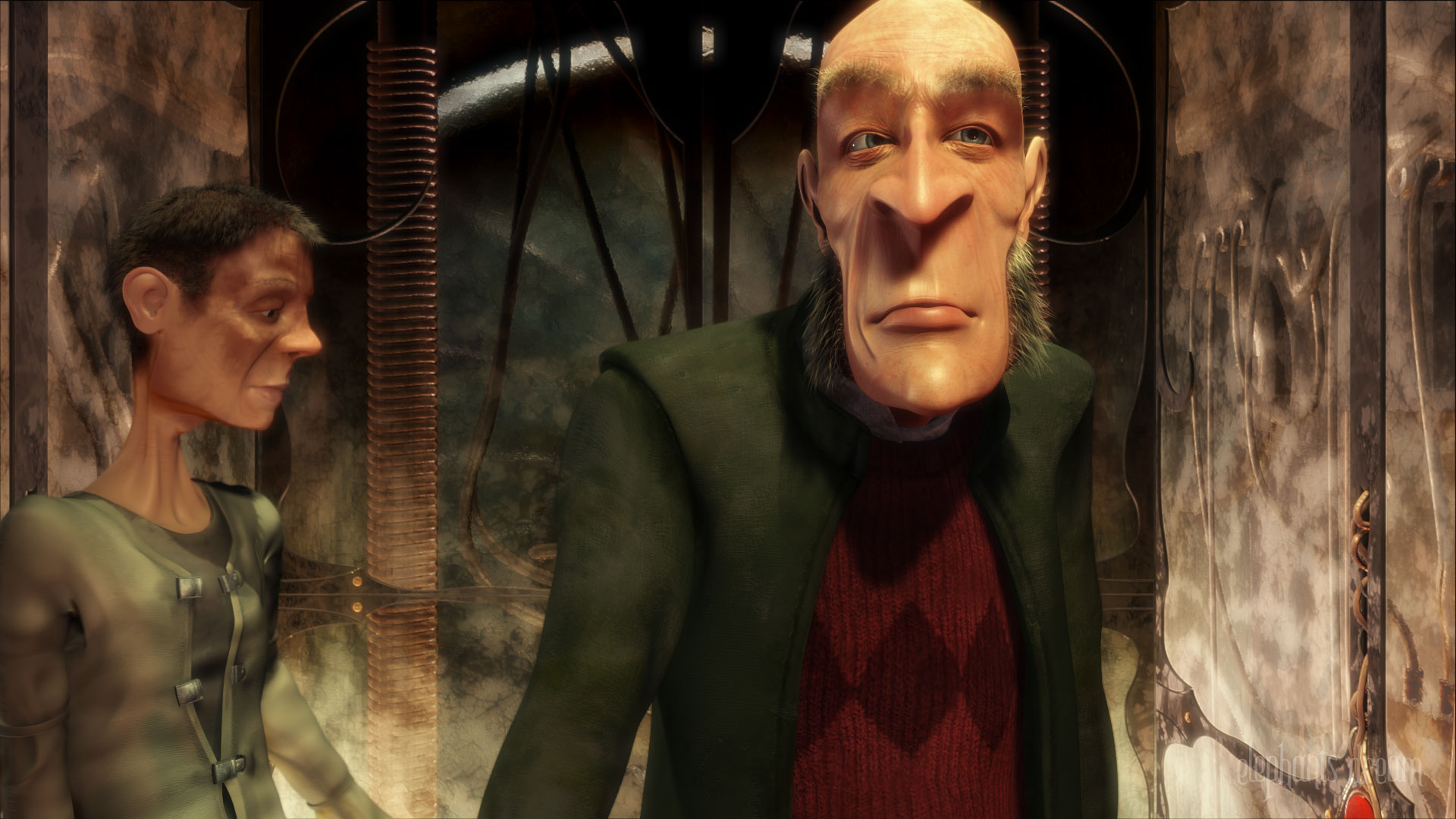
Elephants Dream (2006)

De Blender Foundation is een non-profitorganisatie die zich bezighoudt met de ontwikkeling van Blender, een open source computerprogramma voor het modelleren en animeren van 3D-computergraphics. Het is ook bekend door Elephants Dream en Big Buck Bunny, korte animatiefilms die respectievelijk in maart 2006 en april 2008 in première gingen.

## Overzicht
Ton Roosendaal, de oorspronkelijke auteur van Blender, is de voorzitter van de organisatie en fulltime hoofdontwikkelaar. De ontwikkeling van Blender wordt mogelijk gemaakt door donaties. De organisatie vertegenwoordigt Blender op SIGGRAPH, een jaarlijkse conferentie over computergraphics, en het organiseert de Blender Conference, een jaarlijkse conferentie in Amsterdam over de toekomst van Blender.
De organisatie heeft ook Yo Frankie! geproduceerd, een open source computerspel dat met Blender en het open-source Crystal Space framework ontwikkeld wordt. Het spel werd in november 2008 uitgebracht.

## Blender Institute
Het Blender Institute is een onderdeel van de Blender Foundation dat zich bezighoudt met het ontwikkelen van films, computerspellen en andere visuele projecten met behulp van opensourcesoftware.

### Projecten
- Elephants Dream (2006, film)
- Big Buck Bunny (2008, film)
- Yo Frankie! (2008, computerspel)
- Sintel (2010, film)
- Tears of Steel (2012, film)